# Baidu
Baidu (кит. упр. 百度, пиньинь Bǎidù, палл. Байду) — китайская компания, предоставляющая веб-сервисы, основным из которых является поисковая система с таким же названием — лидер среди китайских поисковых систем. Занимает пятое место на глобальном рынке поисковиков с долей 0,94 % (на Google приходится 92,08 %). Штаб-квартира находится в Пекине, зарегистрирована на Каймановых островах. На китайский рынок приходится 98 % выручки компании, попытки выйти на рынки других стран успеха не имели.
В списке крупнейших публичных компаний мира Forbes Global 2000 за 2019 год заняла 297-е место, в том числе 186-е по рыночной капитализации, 181-е по чистой прибыли, 675-е по обороту и 693-е по активам; из китайских компаний в этом списке заняла 45-е место.
Baidu имеет онлайн-энциклопедию — Энциклопедию Байду, которая обогнала Китайскую Википедию. Также выпускает (совместно с немецкими производителями) Baidu Antivirus 2013 Beta. Антивирусная программа сочетает в себе движок Baidu Antivirus и облачный движок Baidu Cloud Security вместе с антивирусным движком Avira Antivirus для предоставления комплексной защиты от всех видов онлайн-угроз. Также компания известна своим приложением для Андроид телефонов — Baidu Root — программой для рутинга.

## История компании
Основана в 2000 году, основатели — Робин Ли и Эрик Сю, получившие высшее образование в США. 1,2 млн $ стартового капитала привлекли от американских венчурных компаний. Название компании взяли из поэмы времен династии Сун, буквально оно означает «сто раз». Через год получили от венчурных компаний ещё 10 млн $ инвестиций. В 2004 году Baidu стала лидирующей поисковой системой в Китае.
В 2005 году компания осуществила IPO на бирже NASDAQ, при размещении акции Baidu установили рекорд десятилетия — к концу торговой сессии они подорожали более чем в четыре раза. В декабре 2007 года Baidu стала первой китайской компанией, акции которой были включены в индекс NASDAQ-100.
Утром 12 января 2010 года сайт подвергся атаке хакеров из «Иранской киберармии» (Iranian Cyber Army). Злоумышленники изменили DNS-записи и перенаправили трафик на другой сайт.
В ноябре 2012 года был куплен контрольный пакет акций компании iQIYI, Inc., занимающейся онлайн-видео. В 2017 году компания Baidu вошла в блокчейн-консорциум Hyperledger, чтобы объединить усилия в разработке распределенных сетей с такими гигантами, как Accenture, IBM, JPMorgan Chase и друними.
В ноябре 2018 года часть её акций была размещена на бирже NASDAQ с тикером «IQ»; размещение акций принесло 2,4 млрд $. В 2018 году подразделение финансовых услуг (потребительского кредитования и управления активами) было выделено в самостоятельную компанию Du Xiaoman.
В январе 2021 года Baidu создала совместное предприятие с Geely Automobile по производству интеллектуальных автомобилей.
В августе 2022 года Baidu первой в Китае запустила беспилотное такси, которое осуществляет услуги по перевозке пассажиров без присутствия сотрудника компании в салоне.
В апреле 2023 года Baidu подал в суд на Apple из-за поддельных копий своего бота с искусственным интеллектом Ernie в AppStore. Компания заявила, что в настоящий момент Ernie не имеет официального приложения.
По итогам 2023 года общая выручка Baidu достигла 134,6 млрд юаней, а чистая прибыль компании выросла на 39 % в годовом исчислении и превысила 28,7 млрд юаней (4,04 млрд долл. США).  
В январе 2024 года китайское подразделение Samsung — Samsung Electronics China — и облачное подразделение Baidu — Baidu AI Cloud — заключили партнёрство, благодаря которому смартфоны семейства Galaxy S24, поставляемые в Китай, будут оснащены чат-ботом Ernie 4.0.

## Деятельность
Основные веб-сервисы:
- Baidu Search — поисковая система, включающая распознавание речи и изображений;
- Haokan — портал видеоматериалов (как любительских, загруженных пользователями, так и профессиональных);
- Quanmin — портал видеоклипов (обычно менее 1 минуты) с возможностью редактирования, добавления эффектов и рассылки;
- Baidu Post Bar — социальная сеть;
- Baidu Knows — справочная служба; сервис позволяет разместить вопрос или ответить на имеющиеся вопросы;
- Baidu Maps — электронные карты[16];
- Baidu Input Method Editor (Baidu IME) — система ввода иероглифов;
- Baidu Baike — крупнейшая в Китае онлайн-энциклопедия;
- Baidu Translate — служба онлайн-переводов;
- Baidu Space —  веб-журналы и блоги;
- Baidu Patent Search — поисковая система зарегистрированных патентов, предоставляет основную патентную информацию;
- Baidu Anti-Virus — предоставляет пользователям антивирусную защиту;
- Baidu Browser — веб-браузер;
- Apollo Go — платформа автономного вождения.

### Байдупедия
20 апреля 2006 года ведущий китайский поисковик заявил о запуске альтернативного проекта — «Байдупедии» (百度百科). Уже через три недели она обогнала китайскую Википедию по числу статей. В настоящее время Байдупедия содержит более 15 000 000 статей. Правки, вносимые в Байдупедию, становятся видны не сразу, а проходят через модераторов и, предположительно, цензоров: например, в ней нет статьи о независимости Тайваня. В то же время в Байдупедии есть статья о Википедии, в которой Википедия описывается в нейтрально-положительном ключе. Длительное время в ней содержалась информация о её блокировке в КНР, и даже давались ссылки на зеркала Википедии, по которым можно было зайти на её главную страницу. Через некоторое время ссылки на зеркала были убраны, была оставлена лишь ссылка на официальную главную страницу http://zh.wikipedia.org/ (кит.), по которой, однако, из Китая зайти в Википедию до снятия блокировки было нельзя.

### Перспективные разработки
- DuerOS — электронный консультант с синтезатором речи и базой данных в различных отраслях.
- Apollo — самоуправляемые автомобили. В 2016 году президент Baidu Чжан Яцинь заявил, что в его планах начать массовое производство самоуправляемых автомобилей. По оценкам главы компании, на это понадобится около пяти лет[18]; в июле 2017 года совместно с Kinglong Automotive был выпущен первый самоуправляемый микроавтобус Apolong L4.
- Baidu Cloud — облачные вычисления.
- ERNIE — чат-бот, который способен генерировать тексты, писать код для несложных программ и т. д. Он основан на большой языковой модели ERNIE, разработанной в 2019 году и имеющей уже третье поколение. В планах компании было внедрение сервиса во все свои продукты[19][20]. Публичная презентация сервиса состоялось 16 марта 2023 года. Однако возможности чат-бота были показаны лишь по видео, что вызвало снижение стоимости акций Baidu[21].

### iQIYI
iQIYI является ведущей в КНР платформой по предоставлению видеоконтента, средняя посещаемость в 2018 году составляла 455 млн пользователей в месяц, за месяц пользователи просматривали 9,6 млрд часов видеоматериалов. Часть контента производится самой компанией, остальное демонстрируется по лицензии. Выручку компании iQIYI составляет реклама и платная подписка для получения дополнительных услуг (на конец 2018 года было 86,1 млн подписчиков).

### Финансовые показатели
|                     | 2001   | 2002   | 2003   | 2004   | 2005  | 2006  | 2007  | 2008  | 2009  | 2010  | 2011  | 2012  | 2013  | 2014  | 2015  | 2016  | 2017  | 2018  |
| ------------------- | ------ | ------ | ------ | ------ | ----- | ----- | ----- | ----- | ----- | ----- | ----- | ----- | ----- | ----- | ----- | ----- | ----- | ----- |
| Оборот              | 0,007  | 0,011  | 0,041  | 0,117  | 0,319 | 0,838 | 1,744 | 3,198 | 4,448 | 7,915 | 14,50 | 22,31 | 31,94 | 49,06 | 66,38 | 70,55 | 84,81 | 102,3 |
| Чистая прибыль      | -0,016 | -0,018 | -0,009 | 0,012  | 0,048 | 0,302 | 0,629 | 1,048 | 1,485 | 3,525 | 6,620 | 10,39 | 10,36 | 12,25 | 32,43 | 11,60 | 18,29 | 22,58 |
| Активы              | 0,079  | 0,068  | 0,077  | 0,262  | 1,136 | 1,668 | 2,656 | 3,938 | 6,157 | 11,05 | 23,34 | 45,67 | 70,99 | 99,12 | 147,9 | 182,0 | 251,7 | 297,6 |
| Собственный капитал | -0,017 | -0,031 | -0,035 | -0,003 | 1,005 | 1,357 | 2,021 | 3,089 | 4,753 | 8,406 | 15,39 | 26,18 | 40,67 | 51,07 | 80,26 | 92,27 | 115,3 | 162,9 |